# 斯特里列齊克 (莫斯季斯卡區)
49°45′19″N 23°11′45″E / 49.75528°N 23.19583°E
斯特里列齊克（烏克蘭語：Стрілецьке），是烏克蘭西部的村莊，隸屬利維夫州的亞沃里夫區。該村始建於1947年，面積0.81平方公里，海拔高度231米，2015年人口438，人口密度每平方公里595.3人。